# Tanystropheus
Tanystropheus foi um gênero de répteis. Com 6 metros de comprimento, vivia maior parte do tempo em terra firme mais um pouco de tempo na água. Caçava peixes e mariscos mergulhando no oceano o pescoço de 3 metros. Viveu no período Triássico, ou seja, no período de 248 milhões a 206 milhões de anos atrás.
O pescoço deste réptil excedia o tamanho do resto do seu corpo e cauda combinados, consistindo em 12-13 vértebras que tornavam o seu pescoço relativamente rígido. Os juvenis de Tanystropheus tinham um pescoço mais curto, apanhando insetos em terra firme. Em contraste, os adultos alimentavam-se maioritariamente de peixes e lulas, esperando com o corpo fora de água e apenas com o pescoço submerso.

## Espécies
- Tanystropheus meridensis
- Tanystropheus longobardicus
- Tanystropheus conspicuus